# Alcirona grandis
Alcirona grandis là một loài chân đều trong họ Corallanidae. Loài này được Nunomura miêu tả khoa học năm 2006.